# Joachim Ehrig
Joachim Werner Ehrig (født 21. februar 1947 i Heidelberg, Tyskland) er en tysk tidligere roer.
Ehrig vandt en bronzemedalje for Vesttyskland i firer uden styrmand ved OL 1972 i München. De tre øvrige medlemmer af båden var Peter Funnekötter, Franz Held og Wolfgang Plottke. Den vesttyske båd kom ind på tredjepladsen i finalen, hvor Østtyskland vandt guld, mens New Zealand tog sølvmedaljerne. Det var det eneste OL, Ehrig deltog i.
Ehrig vandt desuden en VM-sølvmedalje i firer uden styrmand i 1970, samt en EM-bronzemedalje i samme disciplin i 1971.

## OL-medaljer
- 1972:  Bronze i firer uden styrmand